# Zena Edwards
Zena Edwards (Londres, 1960) es una escritora, poetisa, intérprete y artista multidisciplinar británica.  Con raíces africanas, su trabajo se desarrolla en obras que utilizan su talento musical y como poeta escénica. Ha actuado en festivales internacionales, en colegios e institutos. 

## Biografía
De ascendencia caribeña y africana, nació en el municipio de Hackney y se crio en Tottenham, al norte de Londres, siendo hija única de una familia monoparental. Se licenció en Arte Dramático y Comunicación por la Universidad de Middlesex y también estudió en la London International School of Performing Arts.
Su carrera como poeta escénica abarca más de dos décadas y en sus extensos viajes por todo el mundo (apoyados por el British Council, UK Arts International, Apples and Snakes, The Roundhouse y 57 Productions) ha compartido escenario con artistas de la talla de Linton Kwesi Johnson, Sonia Sánchez, Lemn Sissay, Jean Binta Breeze y Roger McGough. También ha colaborado con el artista visual Theaster Gates, el coreógrafo Qudus Onikeku y el bailarín Akram Khan. Ha realizado giras con otros artistas de renombre como Hugh Masekela, The Last Poets y Baba Maal.
Edwards ha participado en Radio 3 y Radio 4 de la BBC y del Birmingham Rep, y durante cuatro años fue artista asociada en el Albany Theatre de Londres. Fue poetisa residente en el Poetry Cafe de Covent Garden, y en 2007 fue finalista del primer Arts Foundation Award por Performance Poetry, además de ganar el Hidden Creatives Award en 2012. Ha escrito y representado tres espectáculos en solitario, Security (2009), descrito por Annemarie Kropf como "un absoluto tour de force sobre la humanidad que nos une a todos", y del que Lyn Gardner dijo en The Guardian: "Edwards es una intérprete soberbia, tan a gusto como un anciano caribeño, como una aspirante a MC adolescente, Ayleen, o como un solitario fotógrafo palestino de 47 años, Mahmoud";  Travelling Light (2011), al que siguió The Fury Project. También ha producido los CD Healing Pool ("una fusión inteligente y fresca de vibraciones eclécticas, soulful y tradicionales africanas") y Mine 4 Life.
Su obra ha aparecido en publicaciones como Dance the Guns to Silence: 100 Poems for Ken Saro-Wiwa (Flipped Eye, 2005), 12 Security (Flipped Eye, 2012), No Condition is Permanent (Platform London, 2010), Reflections From Mirror City (Tongue in Chic), y New Daughters of Africa (editado por Margaret Busby, 2019).
Entre otras actividades y proyectos, Edwards es fundadora y Directora Creativa de ©ViD, una empresa de artes creativas y activismo.